# Biloela, Queensland
Biloela este o localitate în statul Queensland, Australia.